# Rhynchospora vulcani
Rhynchospora vulcani är en halvgräsart som beskrevs av Johann Otto Boeckeler. Rhynchospora vulcani ingår i släktet småag, och familjen halvgräs. Inga underarter finns listade i Catalogue of Life.